# Michael Jan V. z Althannu
Michael Jan V. Nepomuk hrabě z Althannu (německy Michael Johann Nepomuck, Graf von Althann, maďarsky gróf Althann Mihály János; 10. února 1757 – 3. srpna 1815 Praha) byl císařský a královský komorník, hejtman Zalanské župy, majitel panství v Kladsku a svobodný zednář.

## Život
Narodil se jako syn hraběte Michaela Jana IV. (1710–1778) z vedlejší větve Althannů a jeho třetí manželky Marie Josefy Barwitzové z Fernemontu (1725–1758).
V roce 1783 se Jan Michael stal členem zednářské lóže ve Varaždíně a později patřil k důstojníkům lóže jako zástupce velmistra.
Jeho bratr hrabě Michael Josef z Althannu zastával do roku 1785 titul zemského hejtmana Zalanské župy, ale po zrušení úřadu zalanského župana za josefinských reforem převzal vedení kraje František Balassa do roku 1790. Od 19. března 1790 obsadil místo Jan Michael Althann do 28. října 1815.
Michael Jan a jeho rodina se vysoce zadlužili, a proto museli prodat některé nemovitosti hrabatům Festeticsovým. Dne 6. srpna 1796 komorník Michael Josef z Althannu a jeho bratři František Michael a Miksa Michael převedli panství Čakovec s hradem na hraběte Jiřího Festeticse.
Na shromáždění Zalanské župy 12. dubna 1797 hrabě Althann odmítl vyhlásit šlechtické povstání proti Francouzům napadajícím Rakousko, čímž se vzepřel vůli panovníka. Císař a král František I. během krátké doby vyměnil vedení župy a hraběte Michaela Jana povolal do Vídně. Od července 1797 do roku 1835 Zalanský kraj řídili administrátoři, ale hrabě Althann užíval titul župana až do své smrti.
Dle rodového řádu převzal po smrti svého bratrance Michaela Václava v roce 1810 rodové statky v Kladském hrabství, mezi které patřily mj. majorát v Mezilesí, statky Roztoky a Vilkanov. Během svého pětiletého hospodaření se potýkal s hospodářským kolapsem v Kladsku, způsobeným napoleonskými válkami v zemi.
Hrabě Michael Jan V. Nepomuk z Althannu zemřel dne 3. srpna 1815 v Praze. Kvůli předčasné smrti obou dětí neměl žádné dědice, a tak panství převzal jeho mladší bratr Michael František Antonín.

## Manželství a potomstvo
Michael Jan se v roce 1789 oženil s Johannou Dorií (1764–1812), se kterou měl dvě děti:
- Michaela Františka (1792–1814)
- Marii Johanu Michaelu (1795–1803).